# Beneficente Avante Futebol Clube
Beneficente Avante Futebol Clube foi um clube de futebol da cidade de Salvaterra, no estado do Pará, fundado em 2 de junho de 1951 por ex-integrantes do Esporte Clube Salvaterra.

## História
Primeira equipe fora da capital paraense a disputar o campeonato estadual (na época, Salvaterra era distrito de Soure), o Beneficente Avante estreou na competição em 1960, surpreendendo ao chegar à decisão do segundo turno, realizada apenas em 1961, num triangular com Remo e Paysandu, sendo o Azulão o campeão estadual. O treinador da equipe marajoara era José Matos, e Estanislau foi o artilheiro do clube na competição, com 16 gols.
Disputou ainda as edições de 1961 a 1967, chegando a conquistar o Torneio Início e a Taça Cidade de Belém em 1963. Longe do profissionalismo desde 1968, continua jogando campeonatos amadores em Salvaterra e mantém-se ativo como clube social. As cores do clube eram azul e branco.